# Martin Rapaport
Martin Rapaport (1952) è un imprenditore belga naturalizzato statunitense.

## Biografia
Iniziò la carriera nel 1975 come apprendista nel taglio dei diamanti ad Anversa. Nel 1978 si trasferì a New York, dove fondò il Rapaport diamond report, un sito web con la quotazione dei diamanti per gioielleria. È un sostenitore del Kimberley Process (Kimberley Process Certification Scheme), mirante a certificare il rispetto dei diritti dei lavoratori nelle miniere di diamanti, soprattutto in Africa.
La pubblicazione del Rapaport Report incontrò non poche contrarietà da parte di varie aziende del settore, ma  Rapaport rimase impegnato nella causa della difesa dei diritti degli addetti all'estrazione dei diamanti. Nelle numerose conferenze a cui partecipa fornisce informazioni su eventuali abusi a politici, rivenditori e clienti.
Nel 1980 ha creato il  "Rapaport Network" (RapNet), il primo e maggiore network elettronico mondiale per la commercializzazione dei diamanti. RapNet riporta giornalmente le quotazioni di oltre 930.000 diamanti, per un valore complessivo di oltre 6,2 miliardi di dollari. La quotazione si avvale del Gemological Institute of America (GIA) per la certificazione della qualità dei diamanti. Collaborano alla ricerca e verifica dei dati circa 7.000 operatori e aziende associate in 80 paesi. Il network impiega circa 180 addetti, con uffici negli Stati Uniti, Belgio, Israele, India, Dubai, Hong Kong e Shanghai.  
Rapaport è direttore del "Jewelers for Children Charity Fund" e membro di diversi istituti, tra cui il New York Diamond Dealers Club (direttore dal 1984 al 1990), Israel Diamond Exchange, Belgium Diamond Bourse, Indian gem and Jewelry Promotion Council, Dubai Diamond Exchange e Diamond Federation of Hong Kong.
È noto per indossare sempre una cravatta a farfalla di colore rosso.